# Dušan Nulíček
Dušan Nulíček (Jablonec nad Nisou, 2 giugno 1988) è un calciatore ceco, attaccante del Pěnčín.

## Carriera
Ha giocato nella massima serie dei campionati ceco e slovacco.